# 在サンフランシスコ日本国総領事館
在サンフランシスコ日本国総領事館（英: Consulate-General of Japan in San Francisco）は、アメリカ合衆国カリフォルニア州の主要都市サンフランシスコに設置されている日本の総領事館である。
2018年10月1日時点で、在外公館別在留邦人数は4万6448人となっており、これは在外公館別で第6位、アメリカでは在ロサンゼルス日本国総領事館と在ニューヨーク日本国総領事館に次いで第3位である。
管轄地域は、在ロサンゼルス日本国総領事館管轄地域を除くカリフォルニア州各郡及びネバダ州。

## 所在地
275 Battery Street, Suite 2100, San Francisco, CA 94111